# Odontolabis mouhotii
Odontolabis mouhotii ist eine Käferart aus der Familie der Schröter (Lucanidae). Die Art wurde 1864 von F. J. Sidney Parry beschrieben.

## Merkmale
Die Männchen von Odontolabis mouhotii können bis zu 75 mm groß werden. Die Größe der Weibchen schwankt zwischen 30 mm und 45 mm. Die Tiere haben gelblich gefärbte Elytren. Pronotum und Caput sind einheitlich schwarz. Bei der Unterart Odontolabis mouhotii elegans ist die Färbung der Deckflügel heller und gold-gelb, bei der Nominatform Odontolabis mouhotii mouhotii sind die Deckflügel dunkelgelb bis orange. Wie viele Arten aus der Familie der Schröter, haben auch die Männchen von Odontolabis mouhotii stark vergrößerte Mandibeln.

## Verbreitung
Odontolabis mouhotii kommt im tropischen Asien vor. Ihr Verbreitungsschwerpunkt liegt in Thailand und Myanmar.

## Lebensweise
Die nachtaktiven Käfer können wegen der umgewandelten Kiefer keine feste Nahrung zu sich nehmen. Deswegen ernähren sie sich von austretenden Baumsäften oder gärenden Fruchtsäften, die sie mit ihrer pinselartigen Zunge auflecken. Tagsüber verstecken sich die Tiere in dunklen Bereichen wie z. B. Baumhöhlen, oder sie vergraben sich in lockerer Erde.
Nach der Paarung suchen die Weibchen einen geeigneten Eiablageplatz. Die Eier werden in faulem Holz abgelegt. Die daraus schlüpfenden Larven fressen vorrangig weißfaules Holz und Humus. Nach Vollendung des dritten Larvenstadiums verpuppen sich die Larven in einer faustgroßen Kammer im Erdboden. Diese Kammern werden auch Kokon oder Puppenwiege genannt.
Die Entwicklungszeit vom Ei bis zum fertigen Käfer dauert 11 bis 16 Monate.
Die Imagines leben dann etwa 4-6 Monate. 
In der Regel leben die Männchen länger als die Weibchen.